# Календи
Календи (латински: Kalendae) е първият ден от месеца по римския календар, на който се разгласява дали следващата основна дата е на 5-ия или 7-ия ден от този месец. При лунната година и лунния календар календите съвпадат с новолунието.
От римската (латинска) дума календи етимологически произлиза и летоброенето по календара (kalendarum).